# Alhama de Granada
Alhama de Granada gehört zu den Städten der Provinz Granada in Spanien. Die Stadt, Hauptort der Comarca Alhama, liegt im Südwesten der Provinz Granada und wird von zwei Seiten (Süden und Westen) von dem tief in seiner Schlucht liegenden Fluss Río Alhama umflossen.

## Etymologie
Der Name Alhama leitet sich von dem arabischen Wort al-ḥamma / الحمّة / ‚heiße Quelle‘ her. Dieses bezieht sich auf die heißen Quellen ein wenig außerhalb der Stadt. Der Name Alhama und seine verschiedenen Varianten sind weit über die Iberische Halbinsel, besonders aber im Südosten verbreitet, wie Alhama de Almería, Alhama de Murcia, Alhama de Aragón und in der Variante Alfama (durch Hyperkorrektur) das katalanische Sant Jordi d’Alfama und die Altstadt von Lissabon Alfama.

## Lage
Sie grenzt an Zafarraya, Loja, Salar, Moraleda de Zafayona, Cacín, Chimeneas (über eine Exklave ihres Gemeindegebietes), Arenas del Rey, Játar, Jayena, Otívar und Santa Cruz del Comercio (Enklave im Gemeindegebiet) der Provinz Granada und an Cómpeta, Canillas de Albaida, Salares, Sedella, Canillas de Aceituno und Alcaucín der Provinz Málaga.

## Geschichte

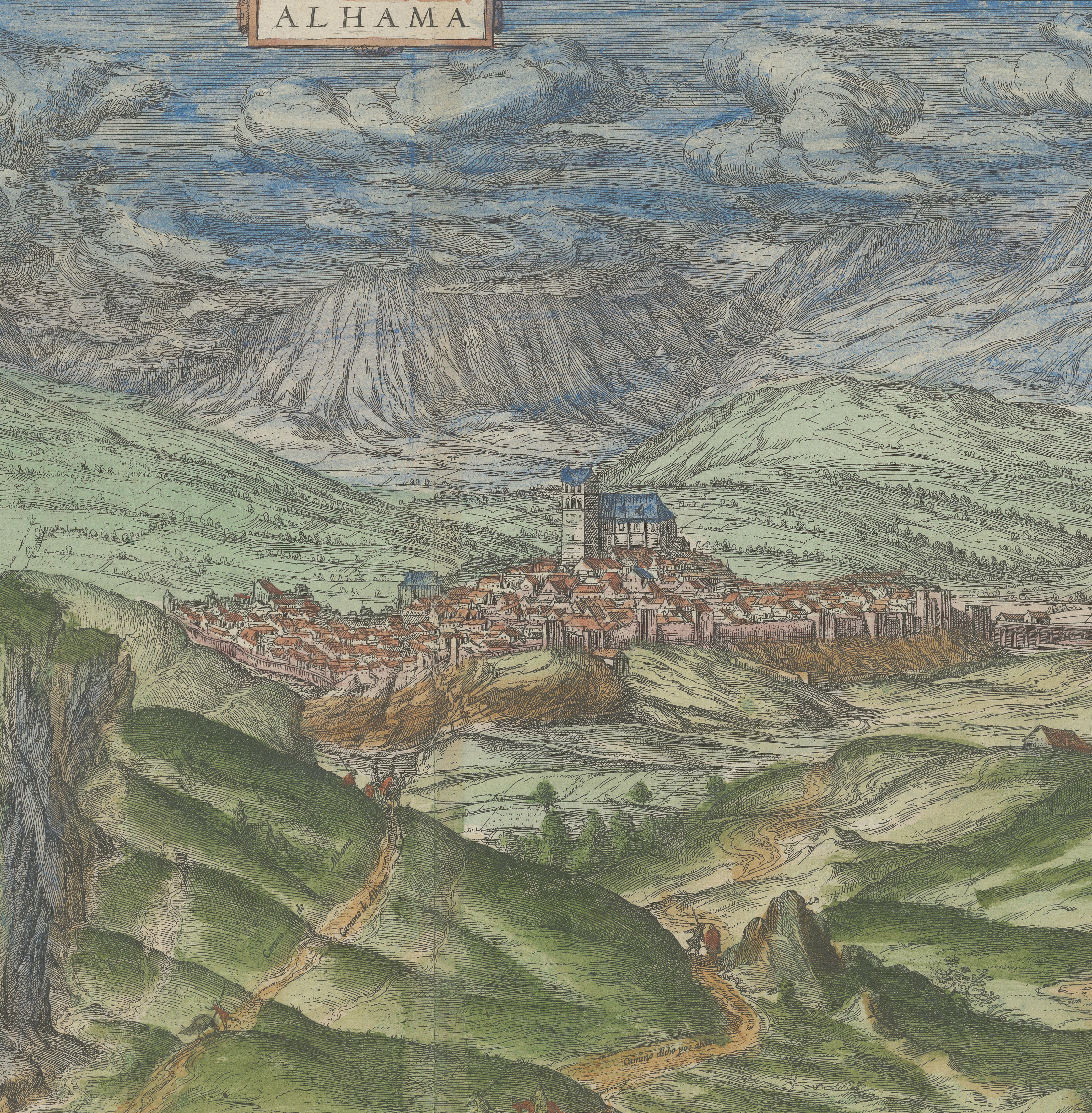
Ausblick auf die Stadt Alhama, 1575

Die ältesten Funde wurden in der Cueva de la Mujer („Die Höhle der Frau“) gemacht. Sie stammen aus der Jungsteinzeit. Die Römer bauten in der iberischen Stadt, die sie Artigi nannten, im ersten vorchristlichen Jahrhundert das erste nachgewiesene Thermalbad und unter Octavian eine Brücke. Nach der Eroberung des Westgotenreichs durch die Mauren erhielt die Stadt ihren neuen Namen, Alhama. Im 12. Jahrhundert wurden die Thermalbäder im kalifalen Stil wiedererrichtet. Am 28. Februar 1482 wurde Alhama in einer spektakulären Aktion von den Truppen der Katholischen Könige unter Führung des Marquis von Cádiz Rodrigo Ponce de León erobert. Die relativ tief im granadinischen Inland gelegene Stadt wurde in einem Überraschungsangriff genommen. Mit der Plünderung der Stadt begann La Guerra de Granada. Den Quellen zufolge überstieg eine Vorhut die Mauer und ermordete den Torwächter. Der Festungskommandant befand sich außerhalb bei einer Hochzeit, aber die kastilischen Truppen konnten seinen Haushalt gefangen setzen. Bei der Plünderung soll es zu 800 Toten und 3000 Gefangenen gekommen sein. Die kastilischen Eroberer sollen sich durch die Plünderung zahlreiche Schätze angeeignet haben. Als Abu l-Hasan Ali, der Emir von Granada, versuchte, die Alhama zurückzuerobern, wurde er von seinem in Granada zurückgebliebenen Sohn Boabdil abgesetzt. In der Folge der Eroberung war Alhama eine beliebte Stadt des spanischen Adels, wovon die vielfältigen Adelswappen an Hauswänden ein Zeugnis ablegen.
Am 25. Dezember erschütterte das Erdbeben von Andalusien 1884 weite Teile der Axarquía (der östliche Teil der Provinz Málaga) und Teile der Provinz Granada. Bei dem Erdbeben waren insgesamt 900 Tote, 675 davon im stark zerstörten Alhama de Granada, zu beklagen.

## Sehenswürdigkeiten

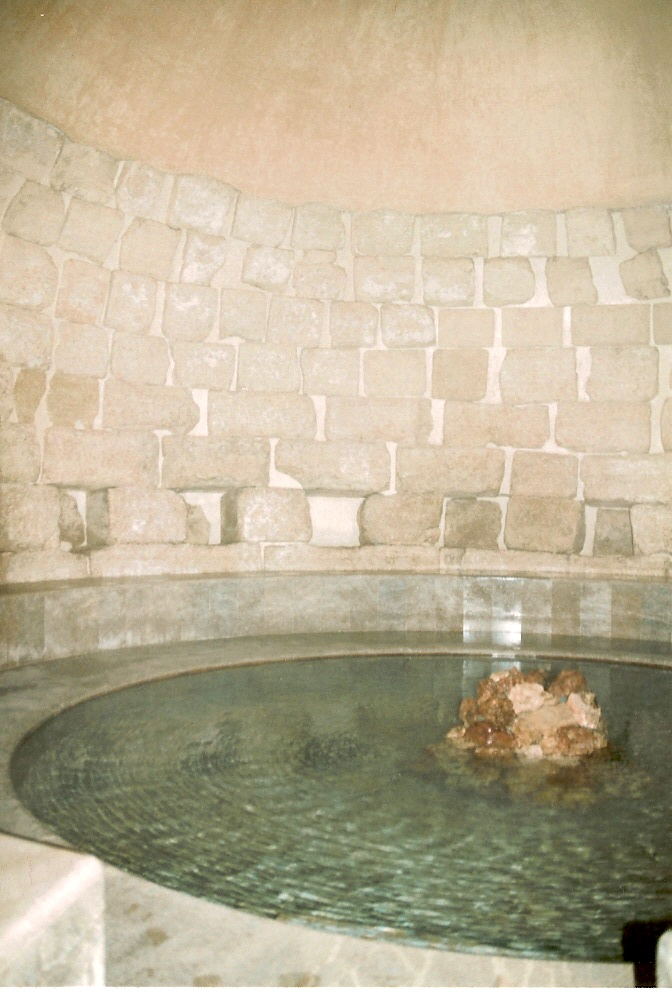
Reste der Römertherme in neuzeitlicher Ausgestaltung

Alhama de Granada ist eine beschauliche andalusische Kleinstadt mit architektonischen Überresten aus fast allen seiner Epochen. Daneben gibt es aber auch Naturschönheiten, wie die Schluchten (Los Tajos) um die Altstadt von Alhama. Etwas außerhalb der Stadt ist die römische Brücke gelegen, ebenso die namensgebenden Thermalbäder, die in eine moderne Hotelanlage integriert sind. Der Zugang erfolgt über die Rezeption. Direkt bei der Altstadt befinden sich in den Fels geschlagene Kornkammern. In der Altstadt selbst befinden sich Baudenkmäler des Mittelalters und der Renaissance, so zum Beispiel die Casa de la Inquisición im isabellinischen Stil, von der allerdings nur die Fassade im Original erhalten ist.

## Wirtschaft
Haupterwerbszweige der Stadt sind der Tourismus und die Landwirtschaft, insbesondere Getreidebau, Hülsenfrüchte (Kichererbse), Olivenbäume und die Zucht von Schafen und Ziegen.

## El Balneario

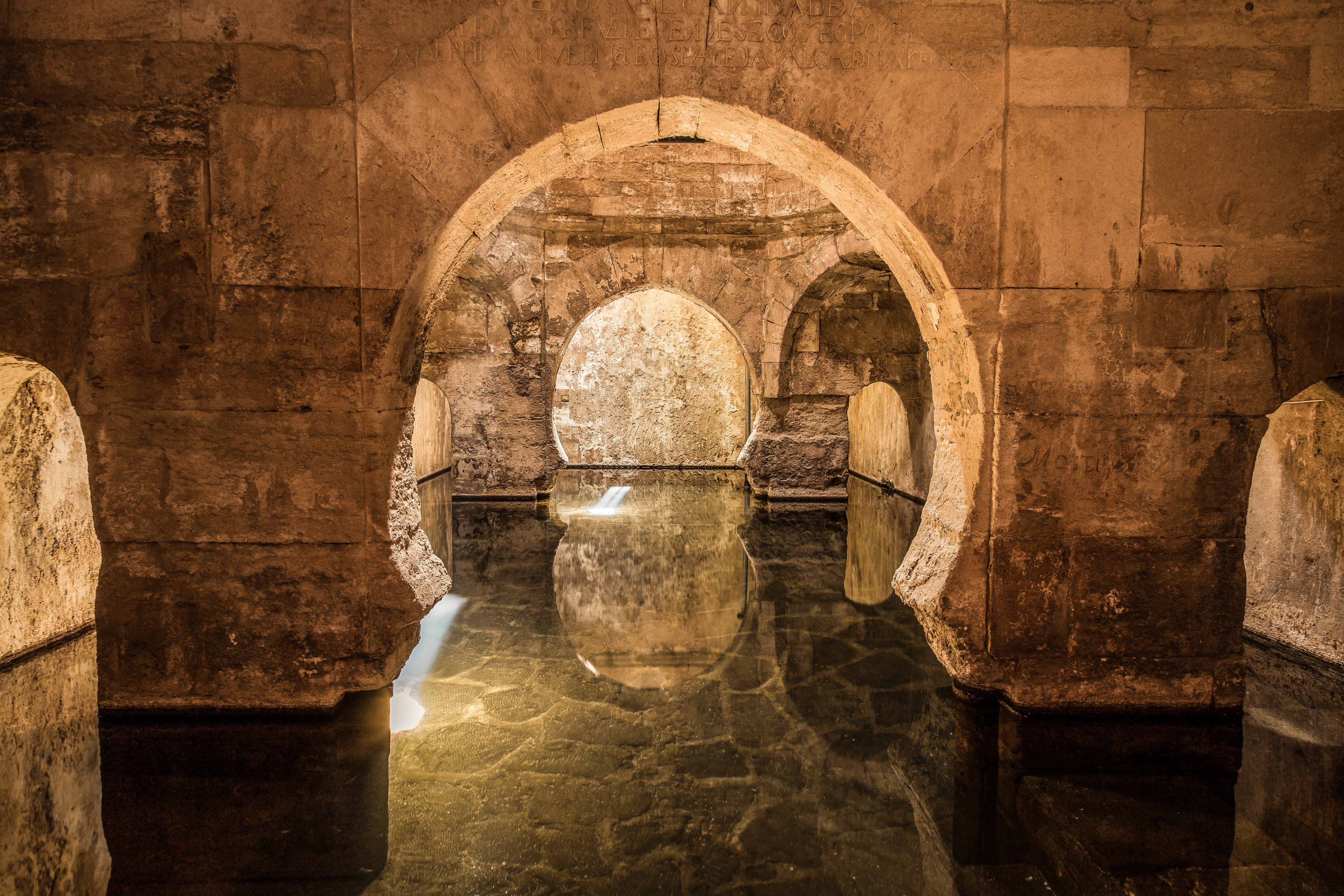
Alhama: Bad im kalifalen Stil der Almohaden

Das namensgebende Bad ist die Hauptattraktion Alhamas. Es liegt etwa 1,5 km außerhalb der Stadt am gleichnamigen Fluss Río Alhama, flussabwärts. Das Bad ist in einen Hotelkomplex integriert, Zugang (mit Führung) bekommt man gegen ein geringes Entgelt. Zu sehen sind die modernen Badeanlagen sowie Reste des römischen Bades und das arabische Bad, welches über einer Quelle, aus der kontinuierlich 47° heißes Wasser sprudelt, errichtet ist. Der Badebetrieb ist den Hotelgästen vorbehalten, das arabische Bad selbst gar nicht zur Benutzung zugänglich. Außerhalb des Hotels ist am Ufer des Flusses ein Bassin eingerichtet, in welches das heiße Wasser aus der Quelle fließt. Hier ist der Badebetrieb frei. Ein abkühlendes Bad im Fluss empfiehlt sich allerdings aus hygienischen Gründen nicht.

## Städtepartnerschaften
- Bagnères-de-Bigorre,  Frankreich